# Peter Clack

Logo der Band AC/DC

Peter Clack ist ein australischer Schlagzeuger. Zehn Monate lang war er ein frühes Mitglied der Hardrock-Band AC/DC. Im April 1974 stieß er zu Malcolm Young (Rhythmusgitarre), Angus Young (Leadgitarre), Dave Evans (Leadgesang) und Rob Bailey (Bassgitarre) hinzu. Er erscheint in frühen Videoaufnahmen von AC/DC, dem Last Picture Show Theatre Video von „Can I Sit Next to You Girl“. Clack war während der Aufnahme des Debütalbums High Voltage Mitglied der Band, aber die meisten Schlagzeugparts wurden von Session-Mann Tony Currenti aufgenommen. Clack blieb bis Januar 1975 bei AC/DC, als er zusammen mit Bailey entlassen wurde. Clacks dauerhafter Ersatz war Phil Rudd.
Bevor er sich AC/DC anschloss, hatte Clack mit Bailey in Flake gespielt. Ab November 2011 spielte er bei der in Melbourne ansässigen Band Raw Sylke. Mittlerweile ist er als Schlagzeuglehrer tätig.